# BURRN!
BURRN!（バーン）は、ハードロック/ヘヴィメタル、その中でも洋楽を中心に紹介する音楽情報系専門月刊誌。編集・発行はシンコーミュージック・エンタテイメント。毎月5日発売。

## 歴史
1984年9月5日、日本初のヘヴィメタル専門誌として創刊。創刊当時は「別冊ミュージック・ライフ」であった。創刊号の表紙は、オジー・オズボーンとジェイク・E・リー。初代編集長は、元ミュージック･ライフ副編集長の音楽評論家・酒井康。
国内外の“ヘヴィメタル”全般を扱っているものの、洋楽雑誌という体裁をとっていることから、2014年11月号で30周年を迎えた後も日本のバンドやミュージシャンが表紙になったことは1度も無かったが、2016年1月号、日本人アーティストとして初めて、LOUDNESSの高崎晃が表紙を飾った。その後も少数ではあるが2018年2月号のLOUDNESS、2019年4月号のANTHEM、2019年6月号（令和第1号）ではインタビュー初掲載となるB'zが表紙を飾っている。2021年3月号には、1985年11月号でのデビュー・アルバムのレビュー以来、直接の接点が無かった聖飢魔IIが表紙を飾った。
1990年代前半より、発行及び編集は酒井が社長を務めるバーン・コーポレーションが手がけていたが、2013年11月号より元のシンコー・ミュージックによる発行となった。それに伴い、関連ラジオ番組の『Heavy Metal Syndicate』もBURRN!の手から離れ、誌面上から（発行人としての）酒井の名もBURRN!から消え、発行人には現シンコーミュージック・エンタテイメント社長の草野夏矢が記載されている。
編集部の奥野は、酒井の会社は2013年9月下旬の時点で無くなっていること、酒井が2011年頃に出した「改革案」に対しても否定的な意見を残すなど、編集部内で確執があったことをTwitterで明かしている。
1986年5月号で、編集顧問の伊藤政則の事務所に当時所属していたANTHEMの「VICTIM IN YOUR EYES」のソノシートが収められていたことがあったが、以降音源の付録は無かった。2014年9月号でMR. BIGの未発表曲CDの付録が、発売前に公式にアナウンスされた。

## 特徴
創刊時のキャッチコピー：「日本初のヘヴィメタル専門誌、BURRN!」
現在のキャッチコピー：「THE WORLD'S HEAVIEST HEAVY METAL MAGAZINE, BURRN!」
人気企画であるアルバム・レビューでの最高得点は、99点を獲得した『KAIZOKU-BAN』（1986年、アクセプト）、『5150』（1986年、ヴァン・ヘイレン） 、『WILD FRONTIER』（1987年、ゲイリー・ムーア）、『HYSTERIA』（1987年、デフ・レパード） 、『IOWA』（2001年、スリップノット）の5作。
最低点の0点を出したアルバムは、『聖飢魔II〜悪魔が来たりてヘヴィメタる』（1985年、聖飢魔II）、『I LIKE IT WHEN YOU DIE』（1997年、A×C×）。レビューが原因でアーティストとトラブルが起きた事もある（例：ストラトヴァリウス）。
1989年から2012年まで「ROCKOMANGA!」を連載した喜国雅彦によると、酒井時代のBURRN!の特徴として「日本のバンドを載せない」「お笑いは許さない」という空気が編集部内で強く、80年代当時に日本代表であるLOUDNESSをロクに載せなかったことを不思議に思っていたと語っている。喜国は酒井から、漫画を連載する条件の一つとして「日本のミュージシャンはダメ」と言われたとのことである。ただし、編集長が広瀬に交代してからは日本のバンドインタビューもBURRN!誌上に増え、喜国も日本のバンドの情報（主にライブレポート）を執筆する様になった。酒井時代の方針の一つであった「お笑いは許さない」に関して、ギャグ漫画家である喜国をBURRN!編集部（増田勇一）に紹介したのは、喜国の友人で当時ZIGGYのベーシストであった戸城憲夫との事で、戸城はZIGGYのライブ後の楽屋で喜国、増田との会話で「BURRN!は誌面が固すぎるから喜国さんの漫画みたいなくだけた物があった方がいい」と増田に進言し、増田はその後酒井に交渉。上記の「日本のバンドを載せない」という条件で連載が決まった。
2012年5月号よりページ数が削減され、コラムの殆どが終了している。同号発売と同時にTwitterアカウントを取得。2018年には公式サイトである「BURRN! ONLINE」を立ち上げた。

## 発行部数
1989年当時の酒井のコラムやインタビューによれば、創刊号の初回発行部数は45,000部で、発売と同時に売り切れた事により新たに10,000部を再版。1989年の時点で国内発行部数107,000部、海外輸出部数35,000部で合計142,000部。広瀬によると日本市場でのBURRN!の発行部数やヘヴィメタルバンドのアルバムの売り上げピークは1997年とのことである。一般社団法人 日本雑誌協会によれば2013年～2014年にかけての発行部数は100,000部であると発表されている。

## お家騒動
2013年10月、編集部の前田、奥野のTwitter及び同年10月5日発売の「BURRN!」11月号巻末の編集後記にて、編集・発行ともにシンコー・ミュージックになったことが発表される。前田や奥野の証言によれば、2012年に多くのコラムを終了させた原因は、当時社長・酒井の改革案であるとし、前田、奥野の二人は酒井から呼び出しを受け、「この俺（酒井）の案が受け入れられない場合は今後の身の振り方を考えろ」と釘を刺されたと明かしている。
酒井自身は、社長業だけでなく上記の改革案を元に再び「BURRN!」編集長に返り咲き、改革案に賛成できない人物を左遷し、それでも部数が伸びないのなら休刊にしようという考えを持っていた。
しかし、この酒井の考えた自分勝手な改革案に編集部内で反発が起きた。2012年に藤木が一時的に編集部から外された件に関しても、人員削減と称して酒井個人が気に入らない部員を外したこと、日本のバンドの扱いが悪かったのも酒井の方針であったことを暴露。
結果として2013年9月にはバーン・コーポレーションが閉鎖、酒井及び『Heavy Metal Syndicate』も「BURRN!」とは無関係になり、酒井はシンコーの社員として勤務しているという。前田は、酒井の改革案をそのまま受け入れていた場合、雑誌は確実に休刊していたと批判、他にも、酒井がTwitterで『Heavy Metal Syndicate』のアカウントを取得しておきながら番組の宣伝もせず突如鍵をかけたり、「リツイートする者はブロックする」などと発言したことに関して批判的なコメントを残し、ブロック対象者はリツイートした番組のリスナーだけでなく「BURRN!」編集部員にまで及んでいたことも暴露している。
こうした酒井への批判は前田、奥野だけでなく、かつて編集部員だった増田も、「BURRN!」2013年10月号での広瀬との対談で酒井のことをあえて“先代”と呼び、「表紙にするアーティストのルックスに関しても先代が好む“正しいヘヴィメタル”像でないと納得しないというものがあった」とし、例として当時パンテラのフィル・アンセルモに柔道着を着用させた表紙も酒井が短髪・短パン姿のメタルバンドを認めたくなかったが為に苦肉の策であった事、酒井を満足させる為に作っていた側面があったことも明かしている。
また、酒井の名が消えた2013年11月号の編集後記内に記載された広瀬の選曲リストの中には、NoGoDの「愚かな王」、クイーンズライクの「Revolution Calling」、レインボーの「Kill The King」、アイアン・メイデンの「Hallowed Be Thy Name」が挙げられている。
なお、酒井は「BURRN!」編集部から追い出されたことに関するコメントを一切残しておらず、唯一のメディア出演となっていた『Heavy Metal Syndicate』も2014年の6月を最後に23年5か月の歴史に幕を降ろした。
酒井追放から6年以上経過した後に、広瀬はインタビューで酒井が社長だった頃のBURRN！編集部について「（酒井が）積極的に「細かいことまで口を出す」タイプだったので（編集長としての）独裁の権限なんて夢のまた夢だった」と語っている。
2013年に起きた酒井との雑誌の方向性を巡る意見の食い違いによる「喧嘩別れ」の遺恨を2021年時点まで抱き続けており、1985年に『聖飢魔II〜悪魔が来たりてヘヴィメタる』に0点を付けた酒井への当てつけに、聖飢魔IIの2020年12月19日のライヴに飛び入りし、酒井のレビューに対し「無礼」、「雑誌の黒歴史」と否定しバンドに「謝罪」を行った。翌2021年のBURRN!3月号では聖飢魔IIを表紙にし大々的に特集を組んだ。

## ラジオ番組
ラジオ番組『Heavy Metal Syndicate』（JFN全国27局ネット、1991年2月～2014年6月）は、編集部員がパーソナリティを担当した。ただし2006年から最終回までのBURRN!編集部関係者は前編集長の酒井康のみであった。お家騒動（前述）があるまではBURRN!がメインスポンサーであった。
スタート当初の番組テーマ曲はディープ・パープルの「BURN（紫の炎）」（雑誌名『BURRN!』はこの曲名に由来しており、創刊当初から本誌CMソングとして使用している）。 また、かつてはテレビコマーシャルも放送していた（関東地区では、「ベストヒットUSA」の番組終了後に放送されていた）。
2024年4月8にコミュニティ放送として開局した『エフエム対馬』にて4月14日より『広瀬和生の「BURRN! 楽屋噺」』が放送開始。パーソナリティーは広瀬と幅が担当している。

## 別冊

### BURRN! JAPAN
「BURRN! JAPAN」は、“日本のアーティスト限定”の別冊として、1987年から90年にかけて、Vol.6まで発行された。2016年11月21日に26年ぶりにLOUDNESSの表紙で復刊。発行日の翌日・11月22日には、復活記念トーク・イベントが開催される。

### METALLION
「METALLION」は、BURRN!の増刊号。1986年にアイアン・メイデンを表紙にVol.1を発行し、1991年のVol.5（表紙はメタリカ）を最後に一時休刊、1999年2月発行のVol.6から復活し、現在は不定期（1年に数冊ペース）で発行している。

### 炎
「炎」は、BURRN!別冊として1994年発行。1998年に休刊した。

### BASTARDS!
2001年からニュー・メタルやメタルコアを中心に爆音系雑誌として発行されていたが、2004年に一度休刊。2020年9月に元編集部員だった清家を中心に2010年代以降に活躍しているエクストリーム・メタル、メタルコア、デスコアバンド等を中心に取り上げ復刊。

## BURRN!編集部

### 現在
- 広瀬和生（編集長）
- 前田岳彦
- 幅由美子
- 箭内史子

- 伊藤政則（特別顧問）

### 外部ライター
- 山崎智之
- 土屋京輔
- ジョン・ハーレル
- ティモ・イソアホ
- ハワード・ジョンソン

### 編集部に在籍していた主な関係者
- 酒井康（1984年創刊号〜1993年12月号）初代編集長
- 平野和祥（1991年3月号〜1995年5月号）

1995年に別冊『炎』編集長に就任。休刊後は紆余曲折を経て「CDジャーナル」の編集長に就任。
- 増田勇一（1984年創刊号～1992年11月号）

初代副編集長。1992年末にミュージック・ライフの編集長に就任。ミュージック･ライフ休刊後はフリーライターとして活動。
2010年より「MASSIVE」責任編集に就任。2013年よりヘドバン編集部の相談役、BURRN!にも外部ライターとして寄稿している。
- 大野奈鷹美（1984年創刊号～2019年10月号）平成期の副編集長。創刊号から35年間在籍。
- 清家咲乃（2019年7月号～2020年2月号）

2020年1月20日付けでシンコーミュージック・エンタテイメントを退職しフリーランスとなったことをTwitterアカウントで明かした。
退職後もシンコーミュージックのBURRN!編集部やヘドバン編集部とも関わっており、コラム、インタビュー記事等を執筆している。
- 藤木昌生（?～2012年5月号、2013年6月号～2021年4月号）

2021年6月9日にBURRN! ONLINE責任編集に就任。しかし、藤木が2024年12月31日を以てシンコーミュージック・エンタテイメントを退職した事によりBURRN! ONLINEの担当から外れたことを翌年2月に明かしている。
- 奥野高久（1995年頃～2023年11月号）

## コラム
BURRN!ではヘヴィメタル以外のジャンルのコラムも扱っていたが、上記の通り酒井の改革案により、2012年5月号でページ数の削減に伴い大半のコラムが終了した。落語業界に関するコラムを連載していた立川談四楼は「社内の熾烈な権力闘争の巻き添え」があったと編集部から聞かされたと明かしている。
酒井が完全に去った現体制になってから、いくつかのコラムを復活させる検討をしており、2013年10月下旬には喜国雅彦の「ROCKOMANGA!」の復活が本人から発表、2014年1月号から古屋美登里、岩沢房代のコラムが復活した。

### 連載中のコラム
- MASAの今月の断言（伊藤政則）
- 温故知新（BURRN!編集部）
- In The Bookshelf（古屋美登里）
- BOX SEAT（岩沢房代）
- 試写室の片隅で見る夢は（幅由美子）
- ROCKOMANGA! 2（喜国雅彦）
- 梶原崇画伯の部屋（梶原崇）
- LOST AND FOUND IN TRANSLATION（染谷和美）
- 帰ってきた立川談四楼のそこでだ、若旦那！（立川談四楼）
- THE STEREO XXCKING（黒江昌之）
- 増田勇一のMUSIC LIFE（増田勇一）
- DARK RECOLLECTIONS（マイケル・アモット）
- DORRIAN'S DOOM（リー・ドリアン）
- THE YOUNG FROM WEST（フェデリコ・モンデッリ）
- TALES FROM THE DARK SIDE（ティモ・イソアホ）
- DEFENDERS OF THE HATE（山口勝正）
- 逆襲の火航田（別府“Veppy”伸朗）
- TIDE OF SCENE（清家咲乃）

### 過去に連載されていたコラム
- 広瀬和生のここだけの話（広瀬和生）
- アナルは負けず嫌い（松沢呉一）
- THE POWER（ジョーイ・ディマイオ）
- プログレッシヴ・ロックへの誘い（松本昌幸）
- リングからの蜃気楼（垣内良）
- THE GUARDIAN CHRONICLES（ハンズィ・キアシュ）
- NOTES FROM THE OTHER WORLD（マーティ・フリードマン）
- ビデオ映画館（大野奈鷹美）
- Hunka Hunka Burrnin' Love（ポール・ギルバート）
- 必殺・炎上固め（ターザン山本）
- 秋葉原オーディオ異聞（秋山博）
- NY REPORT 最新アメリカ事情（林洋子）
- キンちゃんのドンとやってみよう！（キンバリー・ゴス）
- FEEDBACH（セバスチャン・バック）
- ROCKOMANGA!（喜国雅彦）
- 燃えよ!マッチョドラゴン（吉田豪）
- Open Your Heart（瀬上純）
- WORD'S WORLD（高幡阿津美）
- そこでだ、若旦那！（立川談四楼）
- TV WAR（亀和田武）
- CLASSIC BOX（黒田恭一）
- We Are The Champions（金子達仁）
- COMPUTER GOD（渡辺浩弐）
- ユーロ・ロック幻想（山崎尚洋）
- BEAST FROM EAST（長谷川幸信）
- ギターを抱いた相撲取り（起利錦利郎）
- ROCK STARDOM AND OTHER PIRATE TALES（シャーリー・フォグリオ）
- BOX SEAT（岩沢房代）
- Becoming The Dragon（マシュー・キイチ・ヒーフィー）
- STEP BY STEP（RiN/Aldious）

など多数。